# Особняк Кайгородова
Особняк Дми́трия Ники́форовича Кайгоро́дова — исторический особняк профессора Дмитрия Кайгородова, построенный в Лесном участке в 1904—1905 году по проекту его брата Ивана Никифоровича и зятя Петра Маресева.

## История

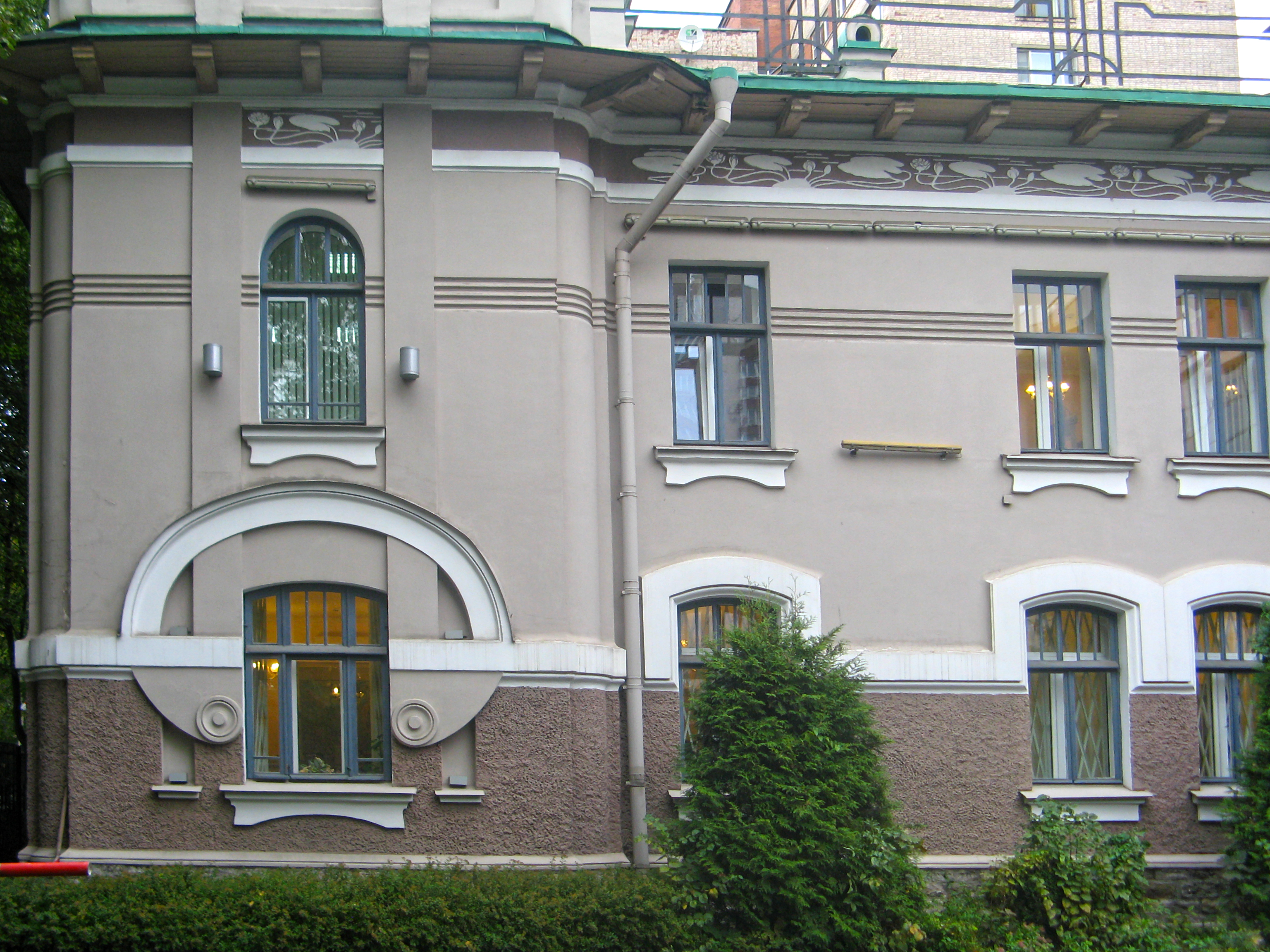
Окно в форме омеги и фриз с лилиями, 2018

Профессор Земледельческого института Дмитрий Кайгородов с 1879 года проживал в казённой квартире в Лесном участке, где проводил орнитологические наблюдения. В 1903 году он купил землю у Серебряного (в некоторых источниках — «Золотого») пруда под собственный дом. Построить особняк помогли близкие родственники и друзья Кайгородова. Его брат Иван Никифорович разработал общий проект, а зять Пётр Петрович Маресев спланировал фасады. Помогал наблюдать за стройкой Фёдор Корзухин, сын старого друга Дмитрия Кайгородова, художника Алексея Корзухина. Подрядчика посоветовал Нестор — другой брат Дмитрия Никифоровича, служивший комендантом Выборга. Отделку интерьеров Кайгородов поручил собственному сыну Анатолию, который был художником-пейзажистом, выпускником училища Штиглица и учеником Архипа Куинджи.
Стилевое решение в духе недавно вошедшего в моду модерна не очень нравилось Ивану Никифоровичу, считавшему ар-нуво слишком молодым и уверенному в его скором исчезновении. Однако Дмитрий Никифорович одобрил вариант зятя. Ритмику фасадов образуют плавные оконных арок и двери, интересна резная деревянная веранда второго этажа. Фриз украшал орнамент с лилиями. Вокруг дома был разбит живописный сад.

### После революции
После революции дом национализировали, но принимая в учёт достижения и заслуги выдающегося учёного, семью не выселили — нарком просвещения Анатолий Луначарский выдал охранную грамоту, согласно которой Кайгородовы назначались пожизненными арендаторами особняка. После смерти Дмитрия Никифоровича в 1924 году вдове Валентине Романовне удалось добиться денационализации дома, однако уже в 1929-м наследникам пришлось его продать из-за недостатка средств на содержание особняка. В 1932 году здание передали Центральному научно-исследовательскому институту лесного хозяйства.

## Современность
В 1999—2000 годах под руководством архитектора В. Н. Питанина была проведена реконструкция здания, которую искусствовед Борис Кириков оценил как «деликатную» и практически не изменившую оригинального облика. С 2009 года особняк занимает Департамент лесного хозяйства по Северо-Западному Федеральному округу.